# Corymorpha cargoi
Corymorpha cargoi är en nässeldjursart som först beskrevs av Vargas-Hernandez och Ochoa-Figueroa 1991.  Corymorpha cargoi ingår i släktet Corymorpha och familjen Corymorphidae. Inga underarter finns listade i Catalogue of Life.